# Arseniny

Struktura polimerycznego jonu [AsO_{2}]

Arseniny (nazwa Stocka: arseniany(III)) – sole kwasu arsenawego, w których arsen występują na +3 stopniu utlenienia. Mogą one zawierać jony AsO3−3 (arseniny), HAsO2−3 (wodoroarseniny), H2AsO3− (diwodoroarseniny), przy czym nazywa się je ortoarseninami dla odróżnienia od soli zawierających aniony As2O4−5 (piroarseniny) lub też polimeryczne [AsO2]n−n (metaarseniny). Większość soli kwasu arsenawego występuje w postaci metaarseninów (przykładem ortoarseninu jest żółty, słabo rozpuszczalny w wodzie arsenin srebra, Ag3AsO3). 
Arseniny litowców rozpuszczają się w wodzie bardzo dobrze, berylowców – słabiej, natomiast sole metali ciężkich są  nierozpuszczalne. W obecności mocnych kwasów arseniny rozkładają się. Niektóre sole (np. metaarsenin sodu) można otrzymać poprzez rozpuszczanie As2O3 w zasadzie sodowej.
Arseniny były niegdyś stosowane jako pigmenty (zieleń paryska, zieleń Scheelego) i pestycydy (metaarsenin sodu, arsenin miedzi, arsenin wapnia), jednak zostały zastąpione mniej toksycznymi środkami.